# 셰리 문 좀비
셰리 문 좀비(Sheri Moon Zombie, 1970년 9월 26일 ~ )는 미국의 배우, 패션 디자이너, 모델, 댄서이다.

## 출연 작품
- 3 프롬 헬 (2019)
- 31 (2016)
- 로드 오브 세일럼 (2012)
- 더 혼티드 월드 오브 엘 슈퍼비스토 (2009)
- H2: 어느 살인마의 가족 이야기 (2009)
- 할로윈: 살인마의 탄생 (2007)
- 그라인드하우스 (2007)
- 살인마 가족 2 (2005)
- 툴박스 머더 (2004)
- 살인마 가족 (2003)